# Бенедикт Камбербетч
Бенеди́кт Ті́моті Ка́рлтон Камбербе́тч ОБІ (англ. Benedict Timothy Carlton Cumberbatch; нар. 19 липня 1976, Лондон, Англія) — англійський кіноактор.

## Біографія

### Навчання
Син акторів Тімоті Карлтона (справжнє ім'я Тімоті Карлтон Камбербетч) і Ванди Вентем. Його прапрадід Роберт Вільям Камбербетч був консулом Британської Імперії в Бердянську, там же народився його прадід Генрі Альфред Камбербетч.. Навчання Камбербетч почав у школі Брамблтай у Західному Суссексі, а потім продовжив у престижній школі Херроу на північному заході Лондона, де він і вийшов уперше на сцену. Після закінчення школи Бенедикт упродовж року викладав англійську в тибетському монастирі. Після цього Камбербетч вступив до Манчестерського університету, де вивчав театральну майстерність. Після закінчення університету Камбербетч продовжив театральну освіту в Лондонській академії музичного та драматичного мистецтва.

### Професійна діяльність
З 2001 року Камбербетч грав головні ролі в класичних п'єсах у Театрі просто неба в Рідженс-парку, театрі Алмейда, театрі Ройял Корт і в Національному театрі. Він був номінований на нагороду Лоуренса Олів'є за найкращу роль другого плану за роль Тесмана в «Гедде Габлер», яку він зіграв в театрі Алмейда 16 березня 2005 року і в театрі Герцога Йоркського у Вест-Енді 19 травня 2005 року. 
Телевізійні ролі Камбербетча включають дві ролі як запрошеного актора у серіалі «Серцебиття» (2000, 2004) і роль в комедійному серіалі ITV «Трохи за 40» (2003). У 2004 році він зіграв роль Стівена Гокінґа у фільмі «Гокінґ». За цю роль Камбербетч був номінований на премію BAFTA TV Award як найкращий актор і отримав «Золоту німфу» за найкращу акторську роботу в телевізійному фільмі. У 2005 році Камбербетч зіграв головного героя Едмунда Телбота в мінісеріалі «Подорож на край землі» за трилогією Вільяма Голдинга.
Режисер Девід Аттвуд сказав: «Ми знайшли Бенедикта Камбербетча досить легко. Нам був потрібний дуже хороший актор, хтось, досить молодий, щоб бути переконливим у ролі аристократичного, доволі неприємного героя, який за поняттями свого світу ще підліток. Але нам був потрібний і той, хто може триматися в кадрі чотири з половиною години, у кожній сцені, хтось досвідчений, не лише відмінний актор, але і з приголомшливим комічним почуттям часу. Бенедикт був ідеальною відповіддю на усе це».
А продюсер Лінн Горсфорд додала: «Бенедикт був чудовий. Він був потрібний нам щодня, і він не зупинявся, не скаржився. Він просто став Едмундом Телботом. І це твердження поширюється на кожного члена знімальної групи. Процес створення цього фільму створив подорож, у яку герої відправилися в цій історії, — ми й справді стали зрозуміли один одного за чотири місяці на майданчику і стали дуже близькі».
Також Бенедикт з'являвся в комедійному скетч-шоу Broken News у 2005 році. Згодом, разом з Томом Гарді, зіграв роль у телевізійній екранізації книги «Стюарт: Минуле життя», що вийшла на BBC у вересні 2007 року.

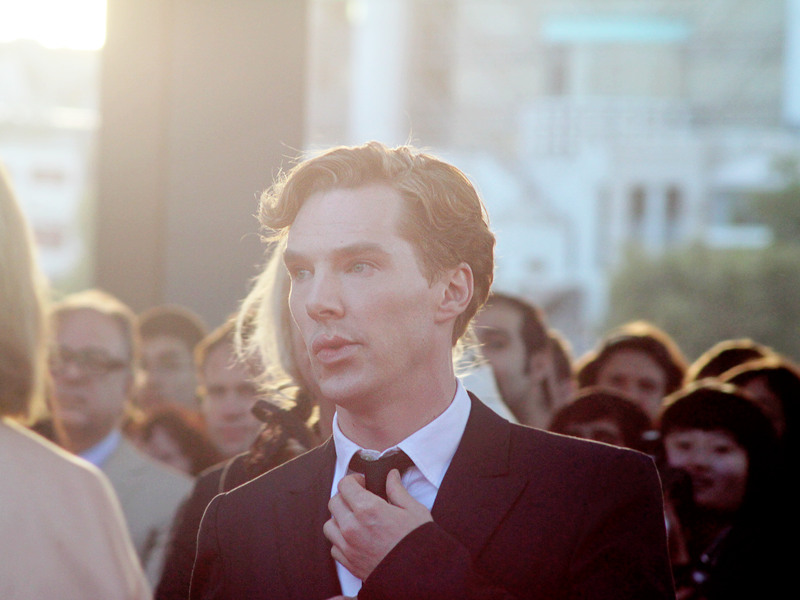
На прем'єрі фільму «Шпигун, вийди геть!», 2011 рік

Камбербетч — великий фанат британського науково-фантастичного серіалу «Доктор Хто» і сказав в інтерв'ю, що був би зацікавлений у появі в головній або другорядній ролі в цьому серіалі, продюсером якого є його особистий друг Стівен Моффат. У 2008 році він обговорював з Девідом Теннантом можливість зіграти роль Доктора, але потім чомусь передумав пробуватися на роль. Згодом він зіграв у мінісеріалі BBC «Останній ворог», за що був номінований на Satellite Award як найкращий актор мінісеріалу або телефільму. У грудні Камбербетч з'явився в пілотній серії «Темної сторони Землі», що не вийшла на екрани, фільму-фентезі, у ролі Макса — вікторіанського параноїка, який боїться мікробів і живе всередині герметичного біокостюма.
У 2009 році він зіграв роль у фільмі «Марпл: Убити легко», а також виконав роль Бернарда в телеекранізації «Маленький острів». За що був номінований на премію BAFTA TV Award як найкращий актор другого плану. У 6-серійному фільмі «Таємниці Тихого океану», який виходив з травня по червень 2009 року на BBC2, Камбербетч виступив у ролі оповідача. У травні BBC Radio4 транслювало інсценування роману Джона Мортімера «Рампол і вбивства в бунгало Пендж». Там Камбербетч виконав роль «молодого Рампола».
Камбербетч брав участь у «Дитячих монологах» — театральній події за участю численних зірок у лондонському театрі «Олд Вік». Прем'єра відбулася 14 листопада 2010 року. Режисер програми — Денні Бойл, а участь в ній беруть у тому числі Джемма Артертон і Семюел Вест. Представлення продюсується добродійною організацією «Драматик Нід».
У 2010 році Камбербетч почав грати Шерлока Голмса в телесеріалі BBC «Шерлок», який заслужив на визнання критиків і був схвалений глядачами. Також того року він зіграв Вінсента ван Гога в кінофільмі «Ван Гог: Живопис словами», і ця роль також була прийнята з великим схваленням. У 2006 році Камбербетч зіграв Вільяма Пітта у фільмі «Дивна благодать». Це друга по важливості роль у фільмі, і вона принесла акторові номінацію на нагороду Лондонської спільноти кінокритиків «Прорив року». Камбербетч згодом з'являвся в епізодичних ролях в «Спокута» (2007) і «Ще одна з роду Болейн» (2008). У 2009 році він зіграв роль друга Чарльза Дарвіна — Джозефа Гукера в «Походженні». Відомо про його участь в картинах «Інформатор» і фільмі Стівена Спілберга «Бойовий кінь», а також — про роботу над роллю Пітера Гільяма в екранізації роману Джона ле Карре «Шпигун, вийди геть» у 2012 році (режисер — Томас Альфредсон).
Камбербетч виконує роль доктора Стівена Стренджа у фільмах Кіновсесвіту Marvel, починаючи з «Доктора Стренджа» (2016), а також озвучує варіанти Стівена Стренджа з інших усесвітів, наприклад Верховного Доктора Стренджа в анімаційному серіалі «А що як…?» (2021).
1 березня 2022 року актор був удостоєний зірки на Голлівудській алеї слави. У своїй промові він згадав про російське вторгнення в Україну: «У цей дивовижний момент мого життя, користуючись цією нагодою, я хочу привернути вашу увагу до того, що коїться в Україні. Я хочу висловити свою підтримку українцям, а також підтримку росіянам, які намагаються протистояти клептократії та ідіотизму своєї влади».

## Особисте життя
Про особисте життя зізнавався, що під час свого навчання у школі для хлопчиків мав сексуальні експерименти з хлопцями, проте це радше було пов'язано з вивченням тіл одне одного, а не статевим потягом. Актор зазначив: «Хоча [у школі] й були експерименти, мені ніколи не спадало на думку: „О, ось це воно“… Це були просто хлопці та їхні пеніси, так само і дівчата, їхні вагіни та груди. Це було не з бажання». Камбербетч також зазначав, що роль гомосексуального персонажа, математика Алана Тюрінга у фільмі «Гра в імітацію», допомогла йому краще зрозуміти критику ситуацій, коли гетеросексуальний актор виконує роль гея.
Бенедикт Камбербетч понад 12 років зустрічався з актрисою Олівією Пулі. Вони розійшлися в січні 2011 року. Деякий час актор зустрічався з дизайнеркою Анною Джонс. Вони розійшлися у 2011 році через кілька місяців після знайомства.
Даючи інтерв'ю журналу The Hollywood Reporter в жовтні 2013 року, про своє приватне життя Камбербетч говорив: «Я живу в Лондоні, самотою, у мене немає дітей. Сподіваюся, в майбутньому вони будуть, але зараз я багато працюю і вільний час проводжу з друзями».
5 листопада 2014 року в газеті The Times батьки Бенедикта повідомили, що їхній син заручений з Софі Гантер, з якою зустрічався близько року. 7 січня 2015 року стало відомо, що Бенедикт і Софі очікують появи свого первістка. 14 лютого 2015 вони одружилися, церемонія одруження відбулася в церкві Петра і Павла в Моттістоун (Острів Уайт, Англія). 1 червня 2015 року у подружжя народився син, пізніше стало відомо, що малюка назвали Крістофер Карлтон Камбербетч. 21 жовтня 2016 року стало відомо, що пара чекає на другу дитину. Другий син народився 3 березня 2017 року в Лондоні та був названий Хол на честь одного з персонажів п'єси «Річард III», якого зіграв Том Гіддлстон. У 2019 народився третій син ім'я Фінн.
Крім акторської діяльності, Кембербетч також є активним учасником благодійних і культурних проектів. Він підтримує кілька благодійних організацій, зокрема «Society of London Theatre» та «Into Film».

### Бенедикт Камбербетч та Україна
У зв'язку з російським вторгненням в Україну Бенедикт Камбербетч підтримав Україну. 9 березня 2022 року під час отримання премії Cinema Vanguard на 37-му щорічному Міжнародному кінофестивалі у Санта-Барбара він із гордістю підняв український прапор, який отримав у подарунок від свого шанувальника на Алеї слави у Голлівуді.
Під час церемонії вручення кінопремії BAFTA в Лондоні актор заявив про намір прихистити у своєму будинку українських біженців та закликав світ допомагати українцям.

## Фільмографія

### Фільми
| Рік  |    | Українська назва                | Оригінальна назва                           | Роль                    |
| ---- | -- | ------------------------------- | ------------------------------------------- | ----------------------- |
| 2002 | кф | Пагорби як білі слони           | Hills Like White Elephants                  | Чоловік                 |
| 2003 | ф  | Вбити короля                    | To Kill a King                              | придворний              |
| 2006 | ф  | Потрапити в десятку             | Starter for 10                              | Патрік Вотс             |
| 2006 | ф  | Дивовижне добродійство          | Amazing Grace                               | Вільям Пітт-молодший    |
| 2007 | ф  | Спокута                         | Atonement                                   | Пол Маршал              |
| 2008 | ф  | Ще одна з роду Болейн           | The Other Boleyn Girl                       | Вільям Кері             |
| 2009 | ф  | Походження                      | Creation                                    | Джозеф Долтон Гукер     |
| 2010 | ф  | Чотири леви                     | Four Lions                                  | Ед                      |
| 2010 | ф  | Стукачка                        | The Whistleblower                           | Нік Кауфман             |
| 2010 | ф  | Третя зірка                     | Third Star                                  | Джеймс                  |
| 2010 | ф  | Казки Бурлеска                  | Burlesque Fairytales                        | Генрі Кларк             |
| 2011 | ф  | Шпигун, вийди геть!             | Tinker Tailor Soldier Spy                   | Пітер Гілем             |
| 2011 | ф  | Шкідники                        | Wreckers                                    | Девід                   |
| 2011 | ф  | Бойовий кінь                    | War Horse                                   | майор Джеймі Стюарт     |
| 2012 | ф  | Гоббіт: Несподівана подорож     | The Hobbit: An Unexpected Journey           | Смауґ / Некромант       |
| 2013 | ф  | Зоряний шлях: Відплата          | Star Trek Into darkness                     | Хан Нуньєн Сінгх        |
| 2013 | ф  | 12 років рабства                | 12 Years a Slave                            | Вільям Форд             |
| 2013 | ф  | Хоббіт: Пустка Смога            | The Hobbit: The Desolation of Smaug         | Смауґ / Некромант       |
| 2013 | ф  | Серпень: Графство Осейдж        | August: Osage County                        | «Крихітка» Чарлі Ейкен  |
| 2013 | ф  | П'ята влада                     | The Fifth Estate                            | Джуліан Ассанж          |
| 2014 | ф  | Гра в імітацію                  | The Imitation Game                          | Алан Тюрінг             |
| 2014 | мф | Пінгвіни Мадагаскару            | Penguins of Madagascar                      | Агент Секрет            |
| 2014 | ф  | Гобіт: Битва п'яти воїнств      | The Hobbit: The Battle of the Five Armies   | Смауґ                   |
| 2015 | ф  | Чорна меса                      | Black Mass                                  | Вілльям «Біллі» Балджер |
| 2016 | ф  | Зразковий самець 2              | Zoolander 2                                 | Олл                     |
| 2016 | ф  | Доктор Стрендж                  | Doctor Strange                              | Доктор Стрендж          |
| 2017 | ф  | Тор: Раґнарок                   | Thor: Ragnarok                              | Доктор Стрендж          |
| 2017 | ф  | Війна струмів                   | The Current War                             | Томас Едісон            |
| 2018 | ф  | Месники: Війна нескінченності   | Avengers: Infinity War                      | Доктор Стрендж          |
| 2018 | ф  | Книга джунглів: Початок         | Jungle Book                                 | Шерхан                  |
| 2018 | ф  | Ґрінч                           | The Grinch                                  | Ґрінч                   |
| 2019 | ф  | Месники: Завершення             | The Avengers: Endgame                       | Доктор Стрендж          |
| 2019 | ф  | 1917                            | 1917                                        | полковник МакКензі      |
| 2020 | ф  | Код: Залізна кора               | The Courier                                 | Гревілл Вінн            |
| 2021 | ф  | Мавританець                     | The Mauritanian                             | полковник Стюарт Коуч   |
| 2021 | ф  | У руках пса                     | The Power of the Dog                        | Філ Бербанк             |
| 2021 | ф  | Електричне життя Луїса Вейна    | The Electrical Life of Louis Wain           | Луїс Вейн               |
| 2021 | ф  | Людина-павук: Додому шляху нема | Spider-Man: No Way Home                     | Доктор Стрендж          |
| 2022 | ф  | Доктор Стрендж 2                | Doctor Strange in the Multiverse of Madness | Доктор Стрендж          |
| 2023 | кф | Чудова історія Генрі Шугара     | The Wonderful Story of Henry Sugar          | Генрі Шугар             |
| 2023 | ф  | Кінець, з якого ми починаємо    | The End We Start From                       | AB                      |
| 2023 | кф | Отрута                          | Poison                                      | Гаррі                   |
| 2023 | ф  | Книга Кларенса                  | The Book of Clarence                        | Бенджамін               |
| 2025 | ф  | Фінікійська схема               | The Phoenician Scheme                       | дядечко Нубар           |
| 2025 | ф  | Роузи                           | The Roses                                   | Тео Роуз                |
| 2026 | ф  | Месники: Судний день            | Avengers: Doomsday                          | Доктор Стрендж          |

### Телебачення
| Рік       |     | Українська назва                      | Оригінальна назва                      | Роль                                            |
| --------- | --- | ------------------------------------- | -------------------------------------- | ----------------------------------------------- |
| 1998—2004 | с   | Серцебиття                            | Heartbeat                              | гість вечірки, Чарльз, Тобі Фішер (3 епізоди)   |
| 2002      | тф  | Золоті поля                           | Fields of Gold                         | Джеремі                                         |
| 2002      | с   | Оксамитові ніжки                      | Tipping the Velvet                     | Фредді (#1.1)                                   |
| 2002      | с   | Мовчазний свідок                      | Silent Witness                         | Ворен Рейд (S6-E5, S6-E6)                       |
| 2003      | с   | Шпигуни з Кембриджа                   | Cambridge Spies                        | Едвард Генд (#1.2)                              |
| 2003      | с   | Примари                               | Spooks                                 | Джим Норт (#2.1)                                |
| 2003      | с   | Трохи за сорок                        | Fortysomething                         | Рорі Сліпері (6 епізодів)                       |
| 2004      | док | Дюнкерк                               | Dunkirk                                | лейтенант Джиммі Ленглі                         |
| 2004      | тф  | Гокінґ                                | Hawking                                | Стівен Гокінг                                   |
| 2005      | с   | Натан Барлі                           | Nathan Barley                          | Робін (2 епізоди)                               |
| 2005      | с   | Подорож на край Землі                 | To the Ends of the Earth               | Едмунд Телбот (3 епізоди)                       |
| 2005      | тф  | Чоловік, який передбачив 9/11         | The Man Who Predicted 9/11             | оповідач                                        |
| 2005      | с   | Розбиті новини                        | Broken News                            | Вілл Паркер (3 епізоди)                         |
| 2007      | тф  | Стюарт: Колишнє життя                 | Stuart: A Life Backwards               | Олександр Мастерс                               |
| 2008      | с   | Останній ворог                        | The Last Enemy                         | Стівен Езард (5 епізодів)                       |
| 2009      | док | Таємниці Тихого океану                | South Pacific                          | оповідач                                        |
| 2009      | с   | Міс Марпл Агати Крісті                | Agatha Christie's Marple               | Люк Фітцвільям («Убити легко»)                  |
| 2009      | тф  | Маленький острів                      | Small Island                           | Бернард                                         |
| 2010      | док | У Всесвіті разом зі Стівеном Гокінгом | Into the Universe with Stephen Hawking | оповідач                                        |
| 2010      | тф  | Ван Гог: Портрет, написаний словами   | Van Gogh: Painted with Words           | Вінсент Ван Гог                                 |
| 2010—2017 | с   | Шерлок                                | Sherlock                               | Шерлок Голмс (13 епізодів)                      |
| 2012      | с   | Кінець параду                         | Parade's End                           | Крістофер Тітженс (5 епізодів)                  |
| 2013      | мс  | Сімпсони                              | The Simpsons                           | Прем'єр-міністр, Северус Снейп (S24-E12)        |
| 2014      | с   | Репортаж Кольбера                     | The Colbert Report                     | Смауґ (#1,443)                                  |
| 2016      | с   | Порожня корона                        | The Hollow Crown                       | Річард III (2 епізоди)                          |
| 2016      | с   | СНЛ                                   | Saturday Night Live                    | гість («Benedict Cumberbatch / Solange»)        |
| 2017      | тф  | Дитя в часі                           | The Child in Time                      | Стівен Льюїс                                    |
| 2018      | с   | Патрік Мелроуз                        | Patrick Melrose                        | Патрік Мелроуз (5 епізодів)                     |
| 2019      | тф  | Брекзит                               | Brexit: The Uncivil War                | Домінік Каммінгс                                |
| 2019      | с   | Добрі передвісники                    | Good Omens                             | Сатана (3 епізоди)                              |
| 2021—2023 | мс  | А що як...?                           | What If...?                            | Доктор Стрендж і Верховний Стрендж (6 епізодів) |
| 2021      | мс  | Сімпсони                              | The Simpsons                           | Квіллобі (S32-E19)                              |
| 2022      | с   | СНЛ                                   | Saturday Night Live                    | гість («Benedict Cumberbatch / Arcade Fire»)    |
| 2022      | с   | Marvel Studios: Загальний збір        | Marvel Studios: Assembled              | себе («Multiverse of Madness»)                  |
| 2023      | с   | В дикій природі з Беаром Гріллсом     | Running Wild with Bear Grylls          | гість (S2-E2)                                   |
| 2024      | с   | Ерік                                  | Eric                                   | Вінсент Андерсон (головна роль)                 |

## Нагороди та номінації
| Нагорода                       | Рік  | Категорія                                           | Робота                   | Результат |
| ------------------------------ | ---- | --------------------------------------------------- | ------------------------ | --------- |
| Оскар                          | 2015 | Найкраща чоловіча роль                              | Гра в імітацію           | Номінація |
| Оскар                          | 2022 | Найкраща чоловіча роль                              | У руках пса              | Номінація |
| BAFTA Film Awards              | 2015 | Найкращий актор                                     | Гра в імітацію           | Номінація |
| BAFTA Film Awards              | 2022 | Найкращий актор                                     | У руках пса              | Номінація |
| BAFTA TV Awards                | 2005 | Найкращий актор                                     | Гокінґ                   | Номінація |
| BAFTA TV Awards                | 2010 | Найкращий актор другого плану                       | Маленький острів         | Номінація |
| BAFTA TV Awards                | 2011 | Найкращий актор                                     | Шерлок                   | Номінація |
| BAFTA TV Awards                | 2012 | Найкращий актор                                     | Шерлок                   | Номінація |
| BAFTA TV Awards                | 2015 | Найкращий актор                                     | Шерлок                   | Номінація |
| BAFTA TV Awards                | 2017 | Найкращий актор                                     | Порожня корона           | Номінація |
| BAFTA TV Awards                | 2019 | Найкращий актор                                     | Патрік Мелроуз           | Перемога  |
| Золотий глобус                 | 2013 | Найкраща чоловіча роль у мінісеріалі або телефільмі | Шерлок                   | Номінація |
| Золотий глобус                 | 2015 | Найкраща чоловіча роль — драма                      | Гра в імітацію           | Номінація |
| Золотий глобус                 | 2019 | Найкраща чоловіча роль у мінісеріалі або телефільмі | Патрік Мелроуз           | Номінація |
| Золотий глобус                 | 2022 | Найкраща чоловіча роль — драма                      | У руках пса              | Номінація |
| Еммі                           | 2012 | Найкраща чоловіча роль у мінісеріалі або телефільмі | Шерлок                   | Номінація |
| Еммі                           | 2013 | Найкраща чоловіча роль у мінісеріалі або телефільмі | Кінець параду            | Номінація |
| Еммі                           | 2014 | Найкраща чоловіча роль у мінісеріалі або телефільмі | Шерлок                   | Перемога  |
| Еммі                           | 2016 | Найкраща чоловіча роль у мінісеріалі або телефільмі | Шерлок                   | Номінація |
| Еммі                           | 2017 | Найкраща чоловіча роль у мінісеріалі або телефільмі | Шерлок                   | Номінація |
| Еммі                           | 2018 | Найкраща чоловіча роль у мінісеріалі або телефільмі | Патрік Мелроуз           | Номінація |
| Еммі                           | 2018 | Найкращий мінісеріал                                | Патрік Мелроуз           | Номінація |
| Премія Гільдії кіноакторів США | 2014 | Найкращий акторський склад в ігровому кіно          | Серпень: Графство Осейдж | Номінація |
| Премія Гільдії кіноакторів США | 2014 | Найкращий акторський склад в ігровому кіно          | 12 років рабства         | Номінація |
| Премія Гільдії кіноакторів США | 2015 | Найкращий акторський склад в ігровому кіно          | Гра в імітацію           | Номінація |
| Премія Гільдії кіноакторів США | 2015 | Найкраща чоловіча роль                              | Гра в імітацію           | Номінація |
| Премія Гільдії кіноакторів США | 2015 | Найкраща чоловіча роль у мінісеріалі або телефільмі | Шерлок                   | Номінація |
| Премія Гільдії кіноакторів США | 2018 | Найкраща чоловіча роль у мінісеріалі або телефільмі | Шерлок                   | Номінація |
| Премія Гільдії кіноакторів США | 2022 | Найкраща чоловіча роль                              | У руках пса              | Номінація |
| Супутник                       | 2008 | Найкращий актор у мінісеріалі або телефільмі        | Останній ворог           | Номінація |
| Супутник                       | 2010 | Найкращий актор у мінісеріалі або телефільмі        | Шерлок                   | Номінація |
| Супутник                       | 2012 | Найкращий актор у мінісеріалі або телефільмі        | Шерлок                   | Перемога  |
| Супутник                       | 2014 | Найкращий актор у мінісеріалі або телефільмі        | Кінець параду            | Номінація |
| Супутник                       | 2015 | Найкращий актор — кінофільм                         | Гра в імітацію           | Номінація |
| Супутник                       | 2018 | Найкращий актор у мінісеріалі або телефільмі        | Шерлок                   | Номінація |
| Супутник                       | 2019 | Найкращий актор у мінісеріалі або телефільмі        | Патрік Мелроуз           | Номінація |
| Супутник                       | 2022 | Найкращий актор — драма                             | У руках пса              | Перемога  |
| Супутник                       | 2022 | Найкращий акторський склад                          | У руках пса              | Перемога  |
| Кінопремія «Вибір критиків»    | 2015 | Найкращий актор                                     | Гра в імітацію           | Номінація |
| Кінопремія «Вибір критиків»    | 2016 | Найкращий актор у жанрі екшн                        | Доктор Стрендж           | Номінація |
| Кінопремія «Вибір критиків»    | 2022 | Найкращий актор                                     | У руках пса              | Номінація |
| Вибір телевізійних критиків    | 2012 | Найкращий актор у мінісеріалі або телефільмі        | Шерлок                   | Перемога  |
| Вибір телевізійних критиків    | 2013 | Найкращий актор у мінісеріалі або телефільмі        | Кінець параду            | Номінація |
| Вибір телевізійних критиків    | 2014 | Найкращий актор у мінісеріалі або телефільмі        | Шерлок                   | Номінація |
| Вибір телевізійних критиків    | 2016 | Найкращий актор у мінісеріалі або телефільмі        | Шерлок                   | Номінація |
| AACTA International Awards     | 2015 | Найкраща чоловіча роль                              | Гра в імітацію           | Номінація |
| AACTA International Awards     | 2022 | Найкраща чоловіча роль                              | У руках пса              | Перемога  |